# Juliusspital
Le Juliusspital est fondé par le prince-évêque de Wurtzbourg Jules Echter von Mespelbrunn. L'élément majeur de la fondation est un hôpital de 365 lits, ainsi qu'une maison de retraite de 150 places. Il comprend une grande cave du domaine viticole de Würzburger Stein.

## Histoire
En 1573, Jules Echter von Mespelbrunn est élu prince-évêque de Wutrzbourg après avoir été au chapitre par le diocèse de Mayence. Le diocèse est dans la tourmente religieuse de la Réforme, et la noblesse de Franconie s'est principalement convertie au protestantisme. Il s'agit alors d'avoir un grand prince pour contrer la nouvelle religion selon le principe Cujus regio, ejus religio. Il se rend compte de l'absence d'un grand hôpital à Wutrzbourg.
Il bâtit l'hôpital sur sa fortune personnelle. Il rachète des jardins ainsi que le cimetière juif qu'il rase. La première pierre est posée le 12 mars 1576. Dans la lettre de fondation en 1579, on épargne les terres agricoles, viticoles et les forêts qui ont de la valeur. Le lieu doit recevoir les pauvres, les malades, les orphelins et les pèlerins.

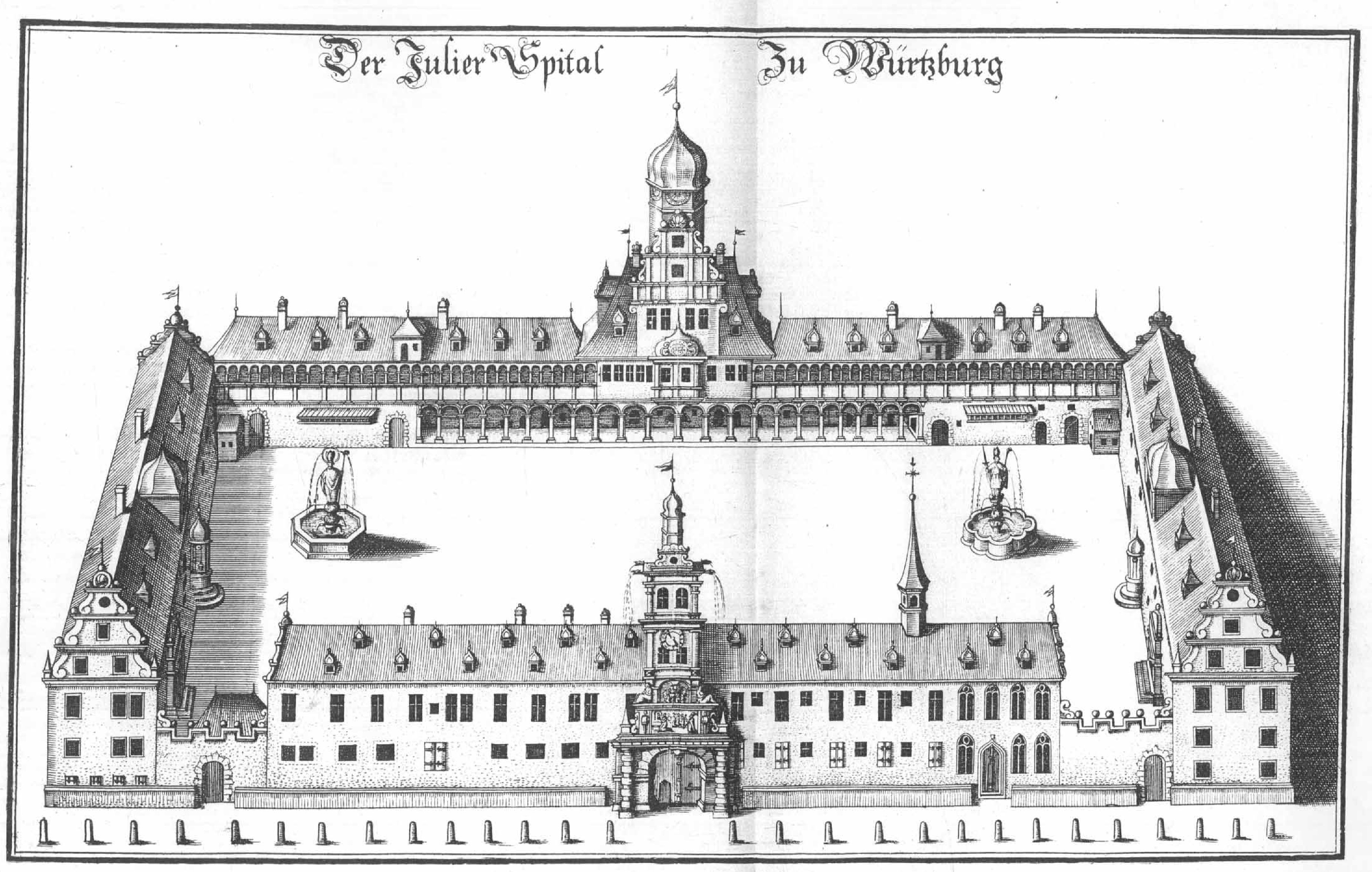
Le Juliusspital en 1656

Le bâtiment est reconstruit en 1585 selon les plans de Georg Robin (de), en un complexe autour d'une cour en dehors de la ville, ce qui en fait le premier hôpital moderne en Allemagne. En 1699, un incendie détruit le pavillon au nord qui est refait par Antonio Petrini puis, après son décès, par Joseph Greissing (de). De 1785 à 1793, les autres ailes sont remplacées.
Les cours d'anatomie sont dispensés par Carl Caspar von Siebold, Albert von Kölliker ou Rudolf Virchow. Le pavillon est orné de sculptures de Johann Peter Wagner.
Le bâtiment est détruit en 1945 et reconstruit en 1955.
La fondation possède 3300 hectares de forêt, 1100 hectares de terres agricoles et 172 hectares de vignes. La Juliusspital et membre de Verband Deutscher Prädikats- und Qualitätsweingüter. L'association à but non lucratif maintient un chiffre d'affaires et des bénéfices pour financer les soins pour les personnes âgées et les infirmes.

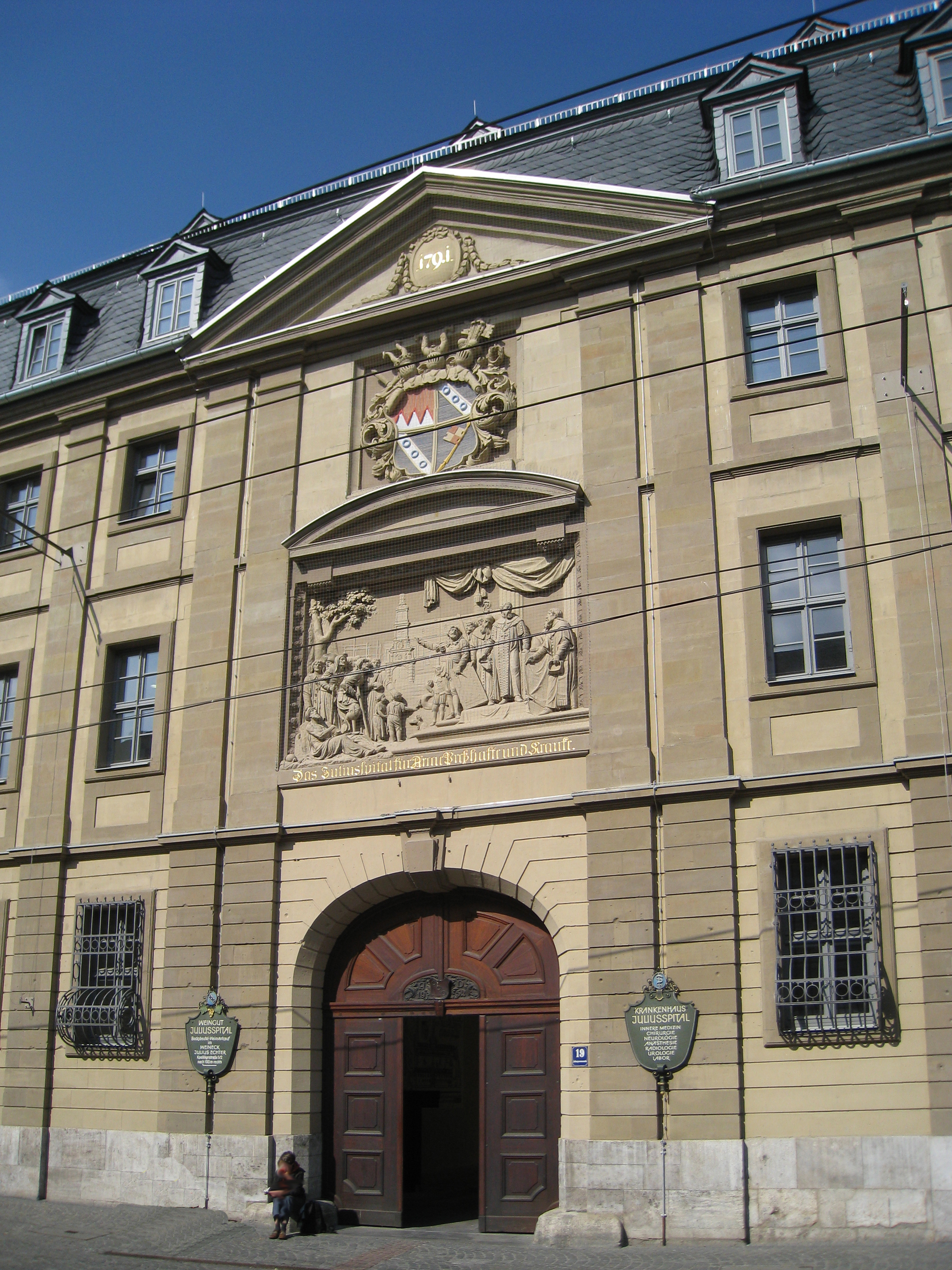
Entrée du Juliusspital pour la promenade
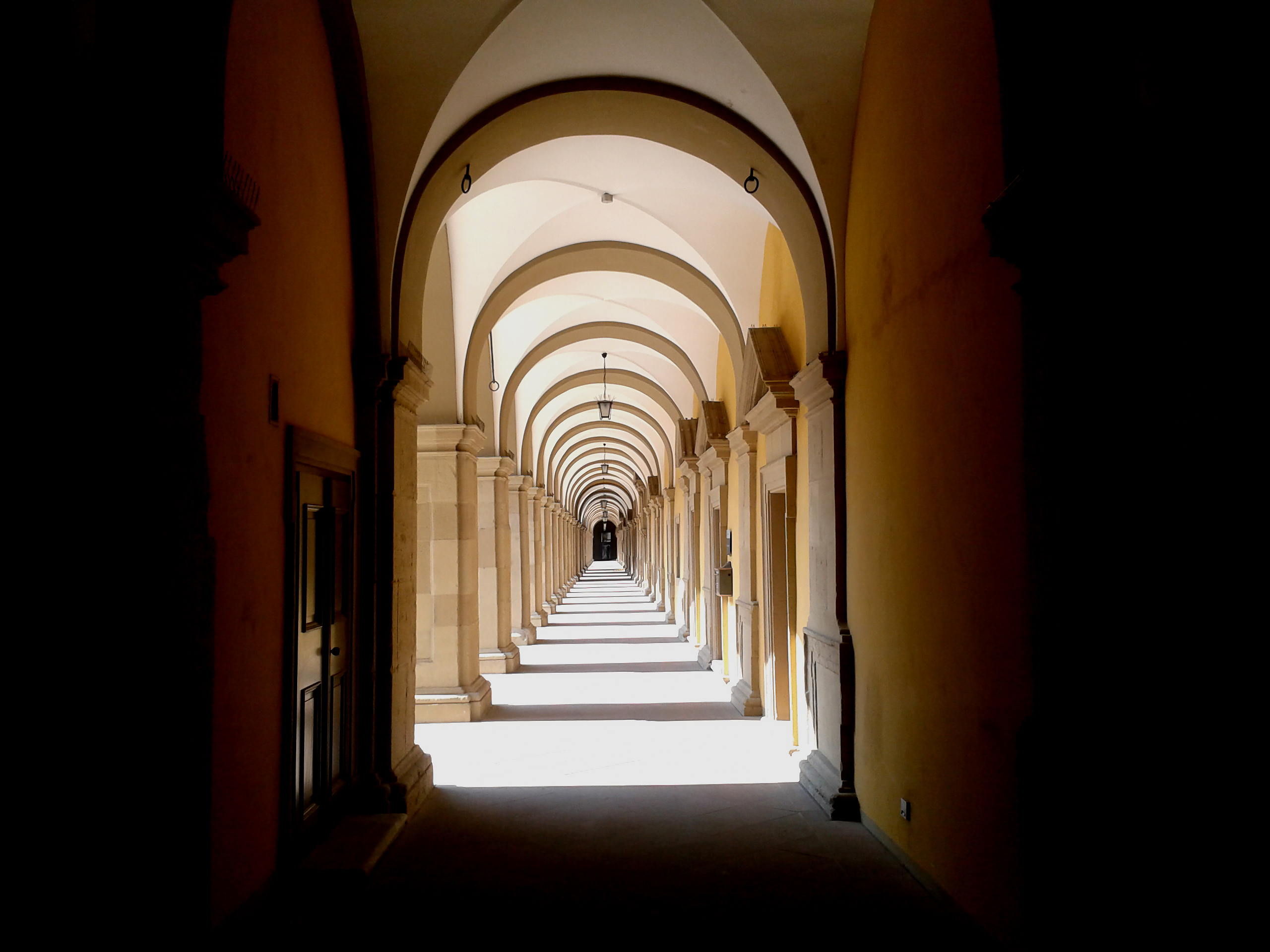
Les arcades
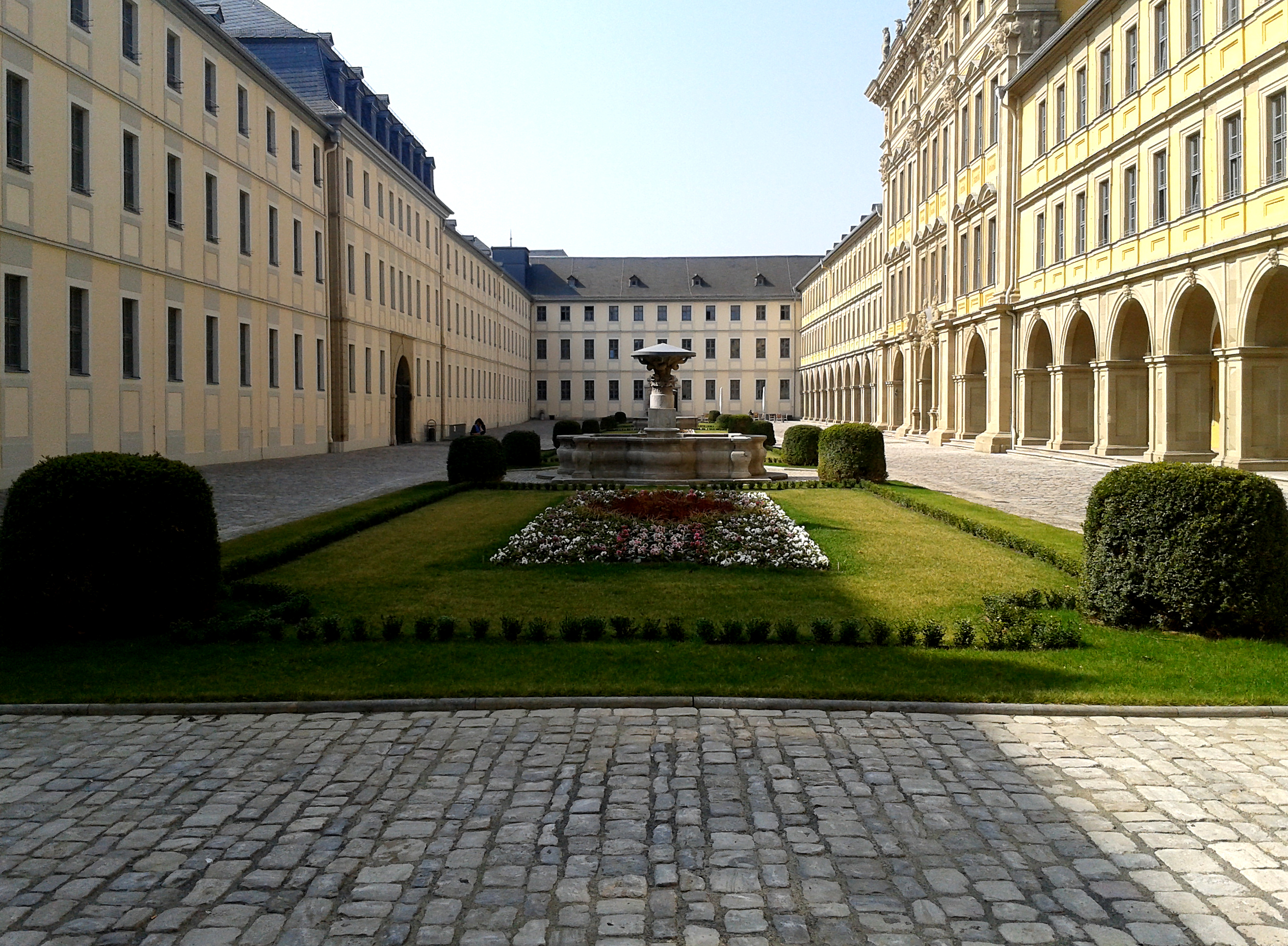
La cour
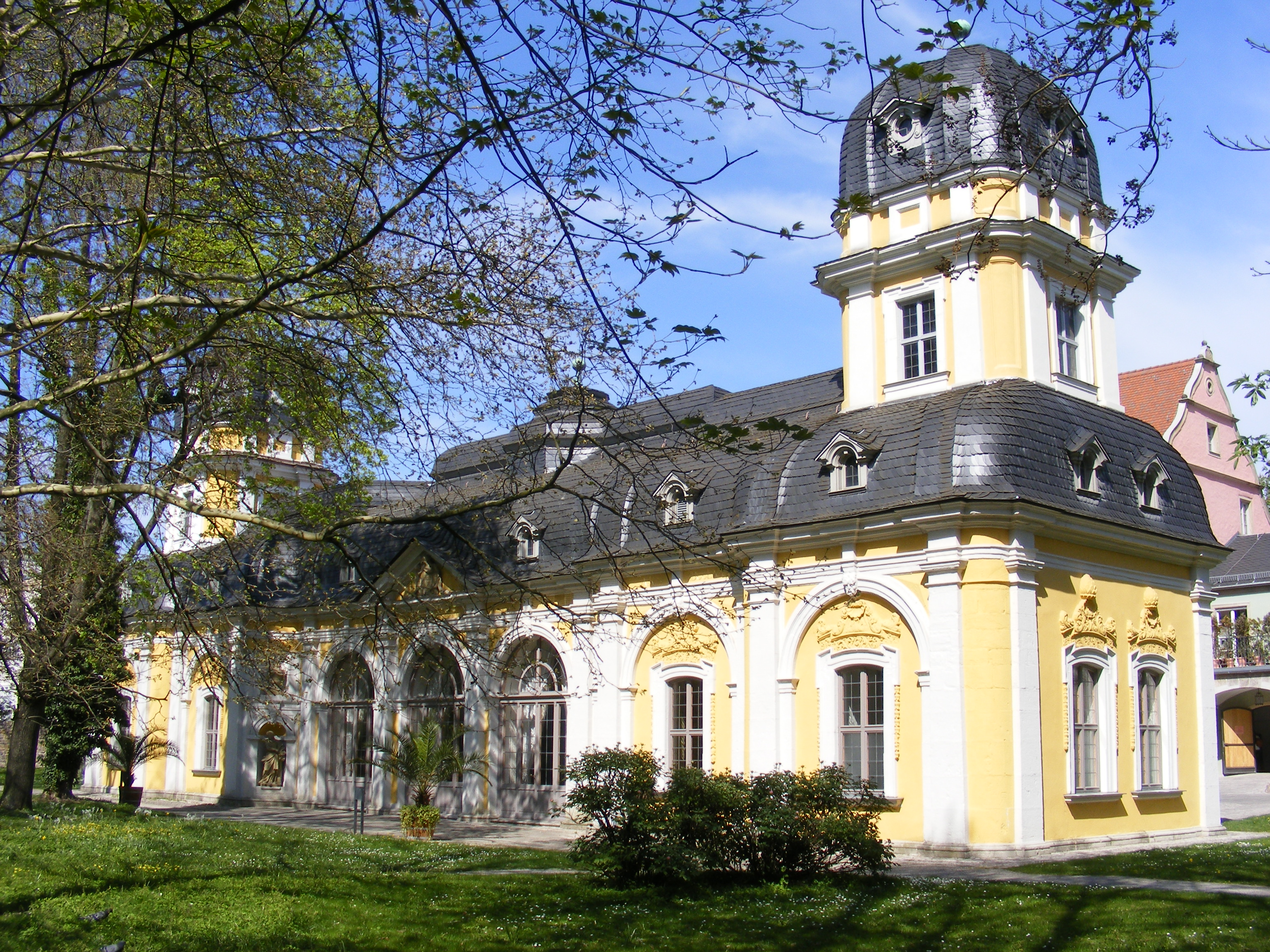
le Gartenpavillon
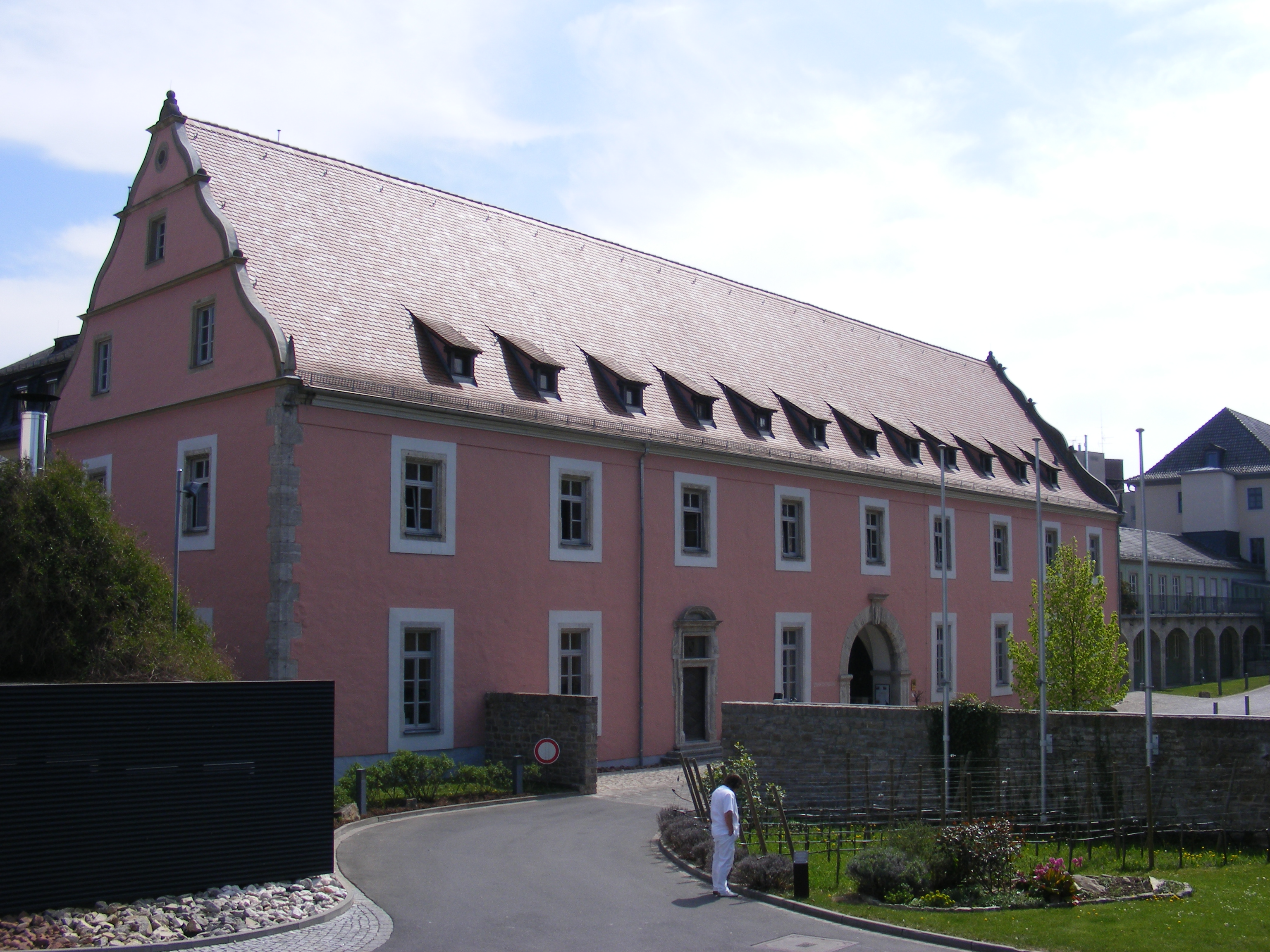
La Grange aux dîmes
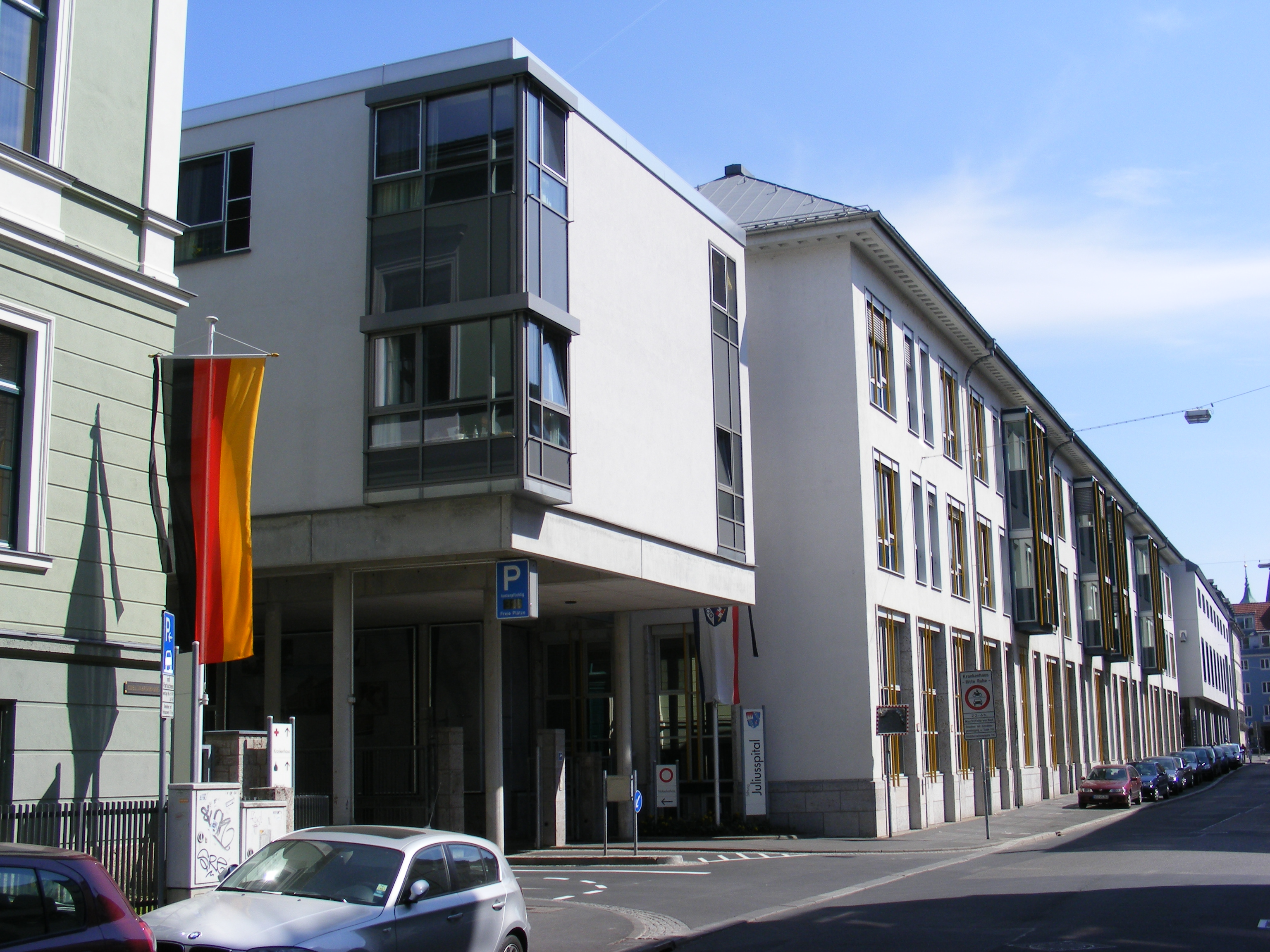
Les bâtiments contemporains